# إعلان المنفعة العامة (فرنسا)
يعتبر إعلان المنفعة العامة (بالفرنسية: Déclaration d'utilité publique) والمختصر بـ DUP، إجراءً إداريًا في القانون الفرنسي يسمح بتنفيذ عملية التخطيط المكاني مثل إنشاء بنية تحتية للاتصالات، أو مدرسة، أو مجمع سكني، على أراضي خاصة عن طريق إجبارية التنازل عنها، وذلك لأسباب ذات منفعة عامة، ويصدر هذا التصريح بعد إجراء استطلاع للاستخدام العام.
هذا الإجراء ضروري بموجب القانون المدني الفرنسي الذي ينص (في المادة 545) على أنه "لا يجوز أن يجبر أحد على التخلي عن ملكيته إلا لأسباب ذات منفعة عامة مو وعن طريق تعويض عادل ومسبق".
يعد إعلان المنفعة العامة جزءًا من المرحلة الإدارية لإجراء الاستيلاء على ملكية معينة لأسباب ذات طابع عام، والتي يتم إدارتها في فرنسا بموجب قانون الاستيلاء لأسباب ذات طابع عام. يمكن أيضًا أن يؤكد هذا الإجراء إقامة قيود ذات طابع عام. ولا يحدد هذا القانون مقدار أو طريقة التعويض، بل يتكفل القضاء الفرنسي بدراسة الاستيلاء وإصدار التعويضات اللازمة لصاحب الملكية.

## سير الإجراء
يتكون الإجراء من مرحلتين:

### استطلاع الاستخدام العام
- يبدأ المحافظ استطلاعًا عامًا لجمع آراء جميع الأشخاص المهتمين. يجب أن يستمر هذا الاستطلاع لمدة لا تقل عن خمسة عشر يومًا إذا اعتمد الإجراء على قانون الاستيلاء، ولمدة شهر على الأقل إذا اعتمد على قانون البيئة، ففي هذه الحالة. يعتمد الاستطلاع على تقييم الأثر البيئي عندما يتعلق الأمر بمشاريع كبيرة أو مشاريع تتجاوز مستوى تقني معين وذلك منذ إصلاحات 29 ديسمبر 2011 التي مست قانون تقييم الأثر البيئي.[fr 2] يتيح الاستطلاع العام في كلا الحالتين، على سبيل المثال، لمالك الممتلكات المعنية بالاستيلاء أن يطعن في الاستخدام العام للعملية المقترحة. يتم دراسة هذه الآراء من قبل لجنة و/أو مفوض الاستطلاع الذي يقدم رأيًا يحتوي على استنتاجات، إيجابية أو سلبية، بشأن المشروع.

### الإعلان
بعد انتهاء الاستطلاع، يمكن للسلطات العامة أن تصدر إعلان المنفعة العامة. يجب أن يأخذ هذا الإعلان شكل مرسوم صادر عن مجلس الدولة بالنسبة للعمليات الأكثر أهمية (مثل بناء طريق سريع، أو خط سكة حديدية...). في حالة العمليات الأقل أهمية، إذا كانت استنتاجات الاستطلاع إيجابية، يمكن أن يكون الإعلان قرارًا وزاريًّا أو ولائيًّا بسيطًا. يحدد المرسوم أو القرار المدة التي يظل فيها الإعلان ساريًا وبالتالي يسمح بإجراء استيلاءات.

## التاريخ
في عام 1834، تم إنشاء استشارة لأصحاب الممتلكات المستهدفين في إجراءات الطرد لمشروع عام. خضعت إجراءات إعلان الفائدة العامة لإعادة هيكلة كبيرة في عام 1983 بمبادرة من هيغيت بوشاردو وزيرة البيئة.
نتيجة للانتقادات الموجهة لقيود هذا الإجراء، تم وضع قانون يعرف بـ "قانون بارنييه" والذي صدر في عام 1995، وأنشأ إجراءً للنقاش العام من خلال إنشاء اللجنة الوطنية للنقاش العام (CNDP) للبنية التحتية الكبرى. تم تنظيم حوالي 70 نقاشًا من عام 1995 إلى عام 2013.

## الانتقادات
تعتبر الدراسة العامة، عندما تسمح بمناقشة مبنية ومستنيرة، واحدة من وسائل الديمقراطية التشاركية. ولكن أحد الانتقادات الرئيسية الموجهة لإجراء إعلان الفائدة العامة (DUP) هو أنه يأتي في نهاية العملية، في كثير من الأحيان عندما يعتبر اتخاذ القرار قد تم بالفعل. اتهم معارضو المشاريع الهيئات الإدارية المحلية بـ "تجزيء" الدراسات، مما يمنع الحصول على رؤية شاملة للمشروع، وحتى تقديم بيانات مضللة.